# Celinde Schoenmaker
Celinde Schoenmaker (Dordrecht, 15 gennaio 1989) è un'attrice e soprano olandese.
Dopo essersi laureata summa cum laude all'accademia di belle arti di Tilburg, Celinde Schoenmaker debutta nel tour del musical Ghost e poi interpreta Jenny nel musical tratto dal film Love Story.
Nel 2013 interpreta Fantine nella produzione londinese di Les Misérables e per la sua performance viene candidata al Broadwayworld UK/West End Award alla miglior performance in un musical. Nel 2014 e nel 2015 torna ad interpretare Fantine a Londra con Peter Lockyer, David Thaxton e Rob Houchen, per poi essere sostituita da Rachelle Ann Go. Dal 2015 al 2017 recita nel ruolo di Christine Daaé in The Phantom of the Opera all'His Majesty's Theatre. Nel 2019 torna sulle scene londinesi nel musical The Light in the Piazza, alla Royal Festival Hall con Renée Fleming.